# Les Colocataires
Les Colocataires, en català “Companys de pis”, és un programa de telerealitat francès presentat pel Frédérique Courtadon i emès pel canal de televisió M6 del 4 d'abril del 2004 al 19 de juny del 2004. El programa és una producció de W9 Productions, que pertany al Grup M6, només ha tingut una única edició fins avui dia, en què el guanyador fou Sébastien Charbonneaux.

## Concepte
El joc reprèn les bases del cèlebre Big Brother (Gran Hermano), Loft Story a França. És a dir: 7 noies i 7 nois viuen tancats durant 10 setmanes sota l'atenta mirada d'un nombre important de càmeres que els filma dia rere dia, i sota la mirada del públic que els va eliminant un per un mitjançant els vots enviats per SMS.
El guanyador va rebre 150.000 euros i 3 anys de lloguer (1.500 euros per mes). A part, durant el concurs els concursants van acabar per acumular una suma important de diners en el “pot”, que va anar a parar a mans d'una associació caritativa.
Per evitar les acusacions de plagi per part d'Endemol, titular dels drets del Big Brother i de l'adaptació francesa “Loft Story”, sobretot després del descontentament per part del Grup M6 en la segona temporada del Loft Story que va acabar fracassant, “Les Colocataires” incorpora nous elements originals:
- Els candidats/es estaven repartits en dues vil·les diferents (les noies d'un costat, els nois de l'altre) i separats, durant algunes hores per dia, per un mur que ha sigut inclòs per inspiració de Friends, la sèrie de televisió nord-americana.
- Els candidats no estaven aïllats del món real, ja que podent dialogar amb la seva família o amb el públic a través d'e-mails o videocàmera, a part d'estar informats de l'actualitat del moment.

## Audiències
Aquest programa, malauradament, no va captar l'atenció del públic. Les causes d'aquest fracàs van ser atribuïdes a la forta semblança d'aquest programa amb Loft Story però també al fet que els programes de telerealitat, en què candidats es veuen tancats dins d'una casa, ja estaven en decadència en l'època en què va aparèixer “Les Colocataires”. Per tal de retrobar els ànims, s'ha hagut d'esperar fins a l'estiu 2007 amb l'aparició de Secret Story', a TF1.
A més, un altre element explicaria el fracàs de “Les Colocataires”. Seria la confrontació d'aquest programa amb La ferme célébrités (el mateix format emès amb el nom de La Granja de los famosos a Espanya) que s'emetia al mateix moment i que va introduir un nou element a aquesta mena de programes de telerealitat: fer jugar a famosos/celebritats.
El fracàs monumental va arribar a tal punt que fins i tot el dia de la Gran final va haver de fer-se en l'horari dels resums i no pas en l'horari de 'prime time, com era habitual en aquest programa (i de fet en la resta de programes d'aquest estil).